# Paleosuchus
Paleosuchus – rodzaj krokodyla z podrodziny kajmanów (Caimaninae) w obrębie rodziny aligatorowatych (Alligatoridae).

## Zasięg występowania
Rodzaj obejmuje gatunki występujące w Ameryce Południowej (Kolumbia, Trynidad i Tobago, Wenezuela, Gujana, Surinam, Gujana Francuska, Brazylia, Ekwador, Peru, Boliwia i Paragwaj).

## Systematyka

### Etymologia
- Paleosuchus: gr. παλαιος palaios „stary, antyczny”[5]; σουχος soukhos „egipska nazwa krokodyla”[6].
- Aromosuchus: gr. αρωμα arōma, αρωματος arōmatos „przyprawa, pikantny”[7]; σουχος soukhos „egipska nazwa krokodyla”[6]. Gatunek typowy: Crocodilus palpebrosus Cuvier, 1807.

### Podział systematyczny
Do rodzaju należą następujące gatunki:
- Paleosuchus palpebrosus (Cuvier, 1807) – kajman karłowaty
- Paleosuchus trigonatus (Schneider, 1801) – kajman Schneidera